# يورن لارسن
يورن لارسن (بالدنماركية: Jørn Larsen)‏ هو رسام دنماركي، ولد في 15 ديسمبر 1926 في Næstved ‏ في الدنمارك، وتوفي في 13 يونيو 2004 في كوبنهاغن في الدنمارك.